# Veličná
Veličná (in ungherese Nagyfalu) è un comune della Slovacchia facente parte del distretto di Dolný Kubín, nella regione di Žilina.
Ha dato i natali al pittore Peter Michal Bohúň (1822-1879) e al letterato Ctiboh Zoch (1815-1865).